# Свети Никола (Кичиница)
Вижте пояснителната страница за други значения на Свети Никола.
„Свети Никола“ (на македонска литературна норма: „Свети Никола“) е възрожденска църква в горнореканското село Кичиница, Северна Македония. Църквата е част от Гостиварското архиерейско наместничество на Тетовско-Гостиварската епархия на Македонската православна църква – Охридска архиепископия. Изградена е в XIX век.
Иконите за иконостаса са изработени в 1849 – 1850 от видния дебърски майстор Дичо Зограф и неговата тайфа. 14 ценни Дичови икони са защитени от Републиканския институт за паметниците. Също така са регистрирани и защитени още 18 ценни икони от други автори.
Църквата пострадва от грабежите на църкви в Западна Македония в началото на XXI век. В 2014 година от храма са откраднати пет ценни икони.